# Flora Danica Det er: Dansk Urtebog
 For alternative betydninger, se Flora Danica (flertydig). (Se også artikler, som begynder med Flora Danica)
Flora Danica Det er: Dansk Urtebog 1648, af lægen Simon Paulli. En urtebog på dansk, udgivet efter kongelig foranledning for at give almindelige mennesker, som ikke havde råd til at søge læge, mulighed for at få kundskab om planternes virkninger.

## Baggrund
Flora Danica Det er: Dansk Urtebog er en praktisk anlagt bog, efter sin tids normer et pragtværk. Bogen er blevet til på Christian 4's initiativ, og den er skrevet på dansk, hvilket passer godt med bogens hensigt: At beskrive lægeurter til gavn for "den gemeene [almindelige] mand", som ikke havde råd til at søge læge. 
Det var Christian 4's søn, kong Frederik 3., der befalede udgivelsen af værket, hvor der advares stærkt mod te og tobak.

## Indhold
Planternes rækkefølge er utraditionel, men i grunden ikke upraktisk for den ulærde, "gemeene" læser. Planterne er delt ind efter den tid på året, hvor de blomstrer: vinter, vår, sommer og efterår; inden for hver årstid er planterne listet alfabetisk efter de latinske navne.
Bogen er delt i et tekstafsnit og et tavleafsnit. Der er 384 tavler. Teksten beskriver planternes navne, udseende og anvendelse (især den medicinske) i et for en nutidig læser morsomt sprog.
Beskrivelserne af de enkelte planter er opbygget efter et fast skema, hvilket gør bogen lettere at bruge. Opbygningen er:
- Navnet (Naffnet): Her opregner Paulli plantens navne på dansk, tysk og latin. Han har gjort sig umage for at opspore så mange danske navne som muligt
- Udseende (Udvortis Skickelse): Beskrivelse af plantens udseende, evt. sammenligning med andre planter
- Voksested (Steden)
- Anvendelse (Krafft oc Brug): Beskrivelse af plantens anvendelsesmuligheder, især den medicinske, men andre anvendelsesmuligheder har også fundet plads.

## Senere udgivelser
Bogen er genudgivet i 1971-72 som fotografisk optryk med indledning og kommentarer af Johan Lange og Vilhelm Møller-Christensen.
Titlen Flora Danica blev i øvrigt anvendt af Georg Christian Oeder, da han 1761 begyndte at udgive sin Flora Danica, et af verdens største planteværker med smukt kolorerede tavler. Det håndmalede spisestel Floda Danica har sine motiver fra bogværket fra 1761, se Flora Danica (porcelæn).

## Illustrationer fra Paullis Flora Danica
- Paullis Flora Danica (1648)
- Titelbladet til Flora Danica: Det er: Dansk Urtebog: Udi huilcken / efter hans Kongl: ...[5]
- Eng-Kabbeleje
(Caltha palustris) Flora Danica 1648
- Flora Danica 1648: Tekstside til Eng-Kabbeleje, Caltha palustris